# آمریکای جنوبی
آمریکای جنوبی قاره‌ای در نیم‌کره غربی زمین است که بیشتر مساحت آن در نیم‌کره جنوبی و بخش کوچکی از آن در نیم‌کره شمالی قرار دارد.
آمریکای جنوبی را گاه به عنوان یک زیرقاره از قاره آمریکا به‌حساب می‌آورند. آمریکای جنوبی از سمت غرب به اقیانوس آرام و از سوی شمال و شرق به اقیانوس اطلس محدود می‌شود. آمریکای شمالی و دریای کارائیب در شمال غرب آن واقع شده‌اند. محدوده آمریکای جنوبی را معمولاً از شمال کشور کلمبیا تا جنوب کشور شیلی در نظر می‌گیرند. خط استوا از این قاره می‌گذرد و رود بزرگ آمازون و جنگل‌های بارانی آمازون در این قاره قرار دارند.
آمریکای جنوبی ۱۷٬۸۴۰٬۰۰۰ کیلومتر مربع مساحت دارد و ۱۵ کشور را در خود جای داده‌است. این قاره پس از آسیا، آفریقا و آمریکای شمالی، چهارمین قارهٔ بزرگ است. جمعیت این قاره در سال ۲۰۰۵ میلادی جمعاً ۳۷۲ میلیون نفر بود. جمعیت قاره آمریکای جنوبی در سال ۲۰۱۶ میلادی بیش از ۴۲۰ میلیون نفر برآورد شد. بیشتر مردم این قاره در نزدیکی سواحل غربی و شرقی قاره زندگی می‌کنند و مناطقی مانند جنوب پاتاگونیا، جمعیت بسیار پایین و پراکنده‌ای دارند. پس از آسیا، آفریقا، اروپا و آمریکای شمالی، پنجمین قاره پُرجمعیت است. کشور برزیل پُرجمعیت‌ترین کشور آمریکای جنوبی است و بیش از نیمی از جمعیت آمریکای جنوبی در این کشور زندگی می‌کنند. کلمبیا، آرژانتین، ونزوئلا و پرو پرجمعیت‌ترین کشورهای قاره هستند. برزیل همچنین قدرتمندترین کشور این قاره بوده و رشد اقتصادی و تولید ناخالص داخلی بالایی دارد. آمریکای جنوبی در مقایسه با قاره‌های دیگر در قرن بیستم، معمولاً در وضعیت صلح بوده و جنگ‌های معدودی در این منطقه رخ داده‌است.

## کشورهای مستقل و وابسته آمریکای جنوبی
- آرژانتین
- اروگوئه
- اکوادور
- برزیل
- بولیوی
- پاراگوئه
- پرو
- جزایر فالکلند
- سورینام
- شیلی
- کلمبیا
- گویان فرانسه
- گویان
- ونزوئلا

## کشورها و قلمروها
آمریکای جنوبی ۱۷٬۸۴۰٬۰۰۰ کیلومتر مربع مساحت دارد و ۱۵ کشور را در خود جای داده‌است. به‌جز سیزده کشور مستقل و غیر مستقل، دو قلمروی وابسته به نام‌های جزایر جورجیای جنوبی و ساندویچ جنوبی و جزایر فالکلند نیز در آمریکای جنوبی قرار دارند که از سرزمین‌های فرادریایی بریتانیا به‌شمار می‌آیند. گویان فرانسه نیز از سرزمین‌های فرادریایی فرانسه است.

افزون بر این‌ها، در برخی تقسیمات، ترینیداد و توباگو، پاناما، آنتیل کوچک (متعلق به پادشاهی هلند)، جزیره اسنشن (متعلق به بریتانیا) و جزیره بووه (متعلق به نروژ) را نیز جزئی از آمریکای جنوبی به‌شمار می‌آورند.
- آرژانتین
- اروگوئه
- اکوادور
- برزیل
- بولیوی
- پاراگوئه
- پرو
- سورینام
- شیلی
- کلمبیا
- گویان
- گویان فرانسه
- ونزوئلا
- جزایر فالکلند
- جورجیای جنوبی و جزایر ساندویچ جنوبی

## جغرافیا

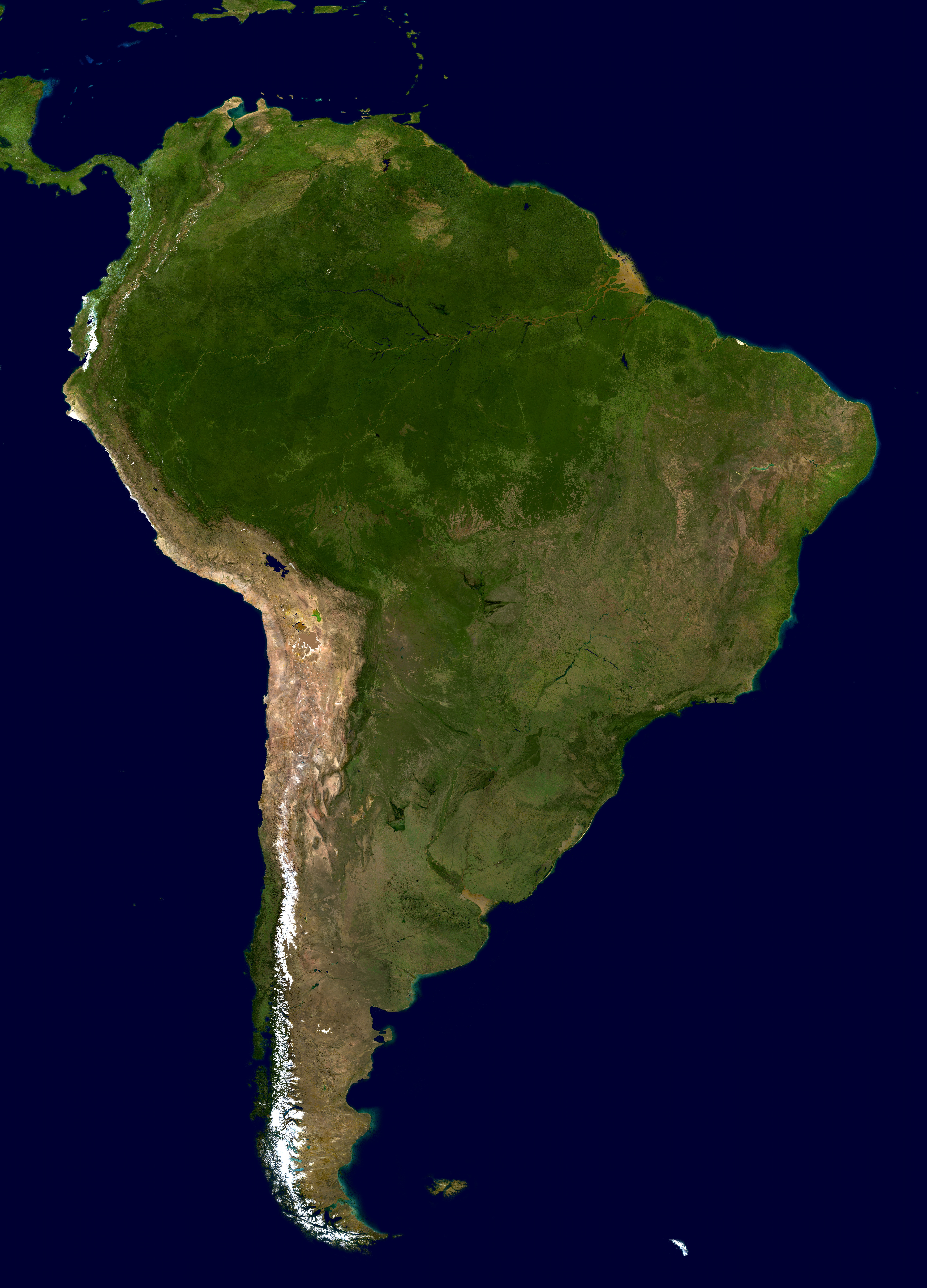
تصویر برجسته مرکب از آمریکای جنوبی

مرز شمالی آمریکای جنوبی را به‌طور معمول گسست دارین در نظر می‌گیرند. گسست دارین یک سرزمین باتلاقی و جنگلی توسعه‌نیافته است که به خاطر سخت‌گذر بودنش باعث به هم نپیوستن بزرگراه‌های آمریکای شمالی و جنوبی به هم و ایجاد گسستگی در بزرگراه سراسری قاره آمریکا شده‌است. برخی نیز کانال پاناما را مرز شمالی آمریکای جنوبی در نظر می‌گیرند.
از نظر زمین‌ساخت، تقریباً همه سطح خاک اصلی آمریکای جنوبی بر روی صفحه آمریکای جنوبی قرار گرفته‌است.
آبشار آنجل که بلندترین آبشار ناگسسته در جهان است در ونزوئلا در آمریکای جنوبی واقع شده‌است. آبشار کائتور در گویان نیز بلندترین آبشار یک‌مرحله‌ای در جهان است. بزرگ‌ترین رودخانه جهان (از نظر حجم آب) یعنی رود آمازون، طولانی‌ترین رشته‌کوه جهان، یعنی کوه‌های آند، و خشک‌ترین بیابان دنیا، بیرون از مناطق قطبی، یا همان بیابان آتاکاما در آمریکای جنوبی جای گرفته‌اند.
آمریکای جنوبی همچنین جایگاه بزرگ‌ترین جنگل بارانی جهان، یعنی جنگل‌های آمازون، مرتفع‌ترین پایتخت جهان، لاپاز (بولیوی)، مرتفع‌ترین دریاچه قابل کشتیرانی تجاری جهان، یعنی دریاچه تیتیکاکا، و جنوبی‌ترین روستای دائمی دنیا یعنی پوئرتو تورو (در شیلی) است.
منابع معدنی آمریکای جنوبی عبارتند از طلا، نقره، مس، سنگ آهن، قلع و نفت خام.

## جمعیت

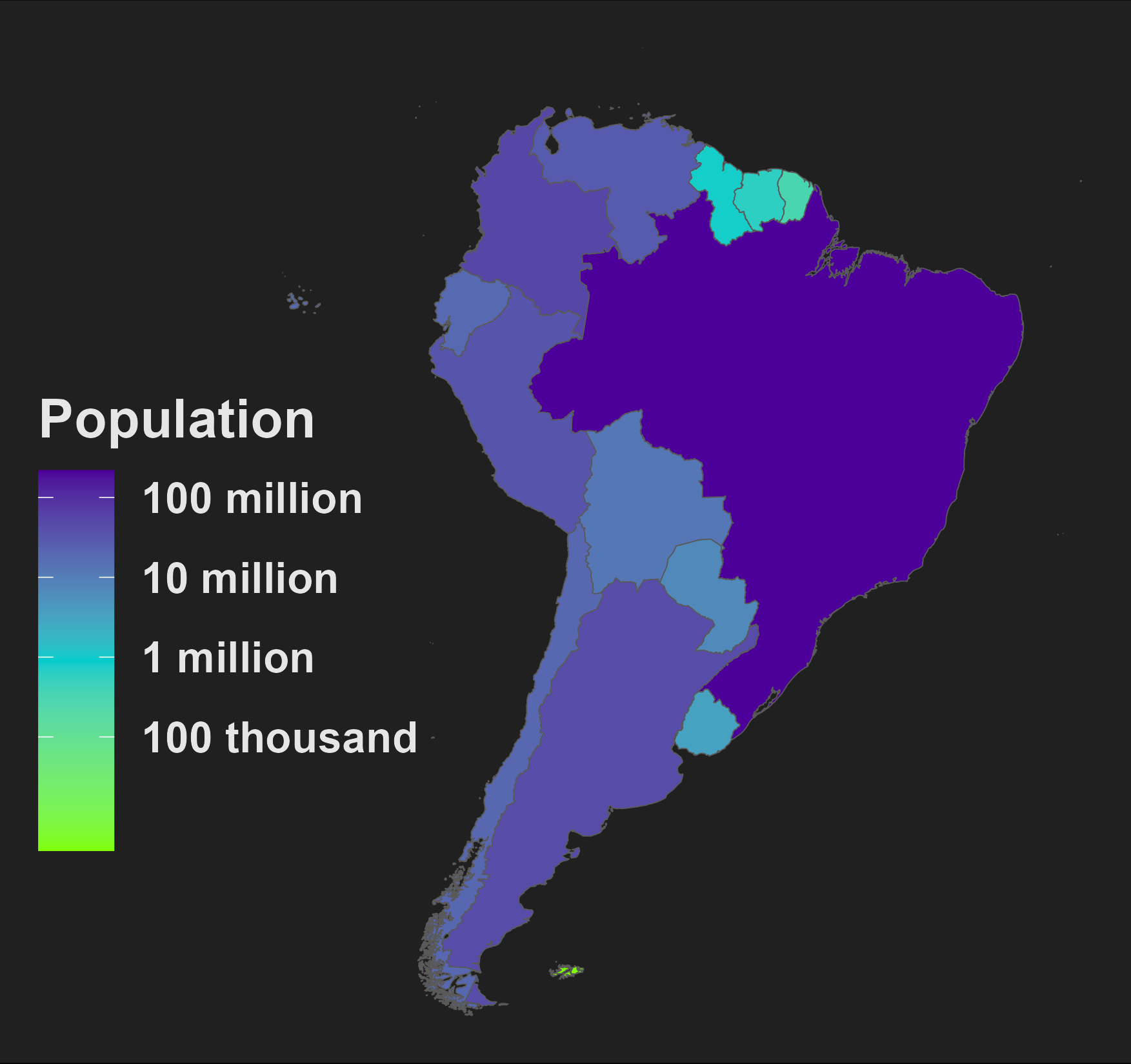
جمعیت کشورهای آمریکای جنوبی

آمریکای جنوبی بیش از ۴۲۰ میلیون و ۴۵۸ هزار نفر جمعیت دارد و تراکم جمعیت آن ۲۱ نفر در هر کیلومتر مربع است. برزیل با ۲۰۸٫۲ میلیون نفر پرجمعیت‌ترین کشور آمریکای جنوبی و پس از آن کلمبیا با ۴۹٫۶ میلیون نفر و آرژانتین با ۴۳٫۵ میلیون نفر در رتبه‌های بعدی قرار دارند. سائوپائولو، برزیل و لیما، پرو بزرگ‌ترین شهرهای آمریکای جنوبی از نظر جمعیت هستند که به ترتیب دارای ۱۲ میلیون و ۸٫۸ میلیون نفر هستند. شهرهای بزرگ دیگر عبارتند از بوگوتا، کلمبیا (۷٫۸ میلیون)، ریودوژانیرو، برازیل (۶٫۵ میلیون)، و سانتیاگو، شیلی (۵٫۵ میلیون).
اکثر جمعیت آمریکای جنوبی در نزدیکی سواحل غربی یا شرقی این قاره زندگی می‌کنند در حالی که قسمت داخلی و منتهی‌الیه جنوبی جمعیت کمی دارد.

## تاریخچه

### پیشاتاریخ

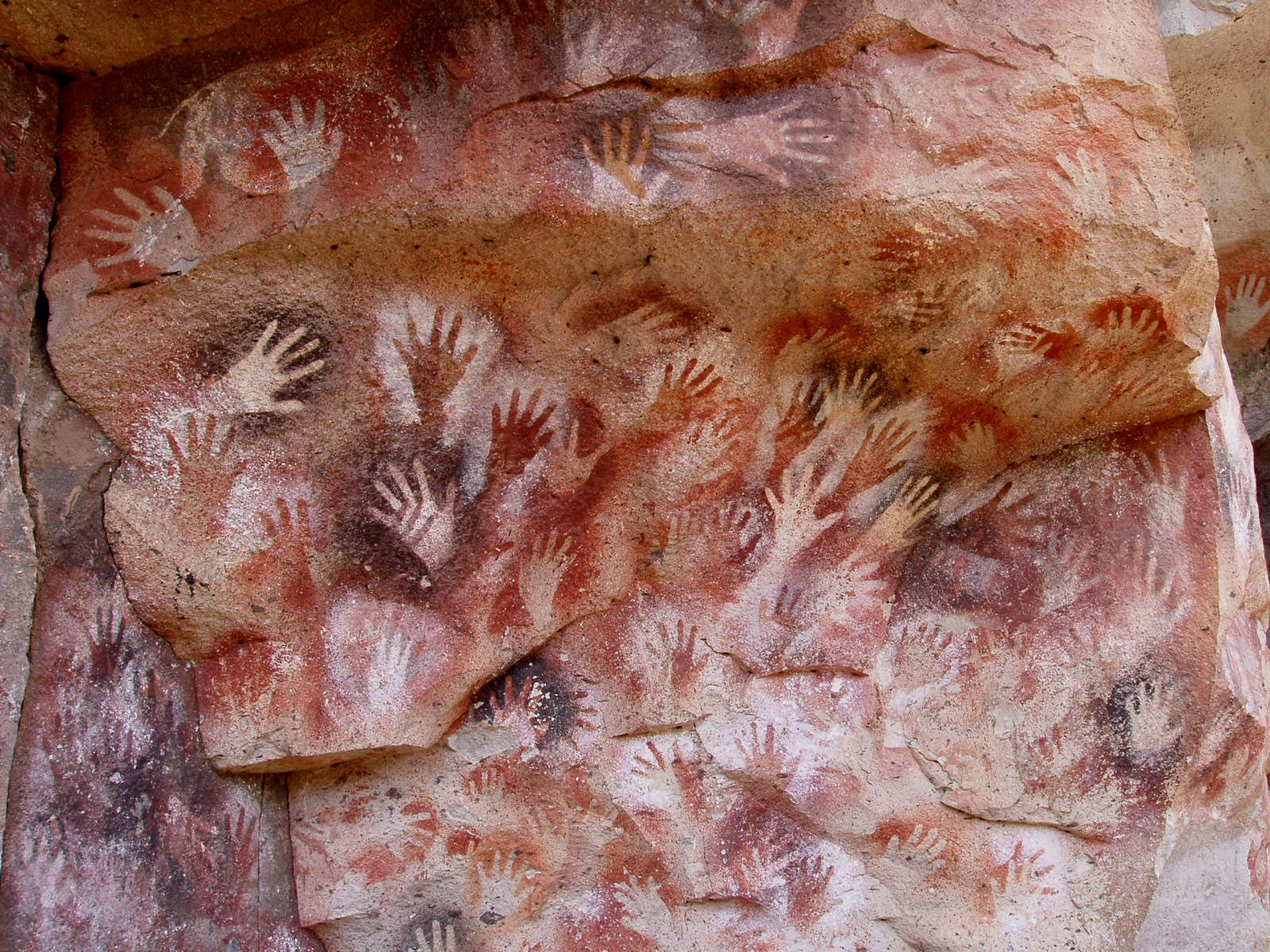
غار پیشاتاریخی Cueva de las Manos یا «غار دست‌ها» در آرژانتین

گمان می‌رود که انسان‌ها نخستین‌بار حدود ۱۵٬۰۰۰ سال پیش از طریق پل خاکی برینگ (که امروزه تنگه برینگ نامیده می‌شود) از سرزمین‌های امروزی روسیه وارد قارهٔ آمریکا شدند. آن‌ها پس از گذر از آمریکای شمالی، از طریق باریکه پاناما به آمریکای جنوبی رسیدند.
یکی از قدیمی‌ترین شواهد حضور انسان در آمریکای جنوبی، محوطهٔ مونته ورده دوم در شیلی است که قدمت آن حدود ۱۴٬۵۰۰ سال تخمین زده شده‌است. از حدود ۱۳٬۰۰۰ سال پیش، سبک ابزارسازی موسوم به «سرنیزه دم‌ماهی» در سراسر قاره رواج یافت که ناپدید شدن آن در حدود ۱۱٬۰۰۰ سال پیش هم‌زمان با انقراض جانوران بزرگ آمریکای جنوبی بوده‌است. ذرت حدود ۶٬۰۰۰ سال پیش در شمال آمریکای جنوبی کشت می‌شده‌است.
تا ۲۰۰۰ پیش از میلاد، جوامع کشاورزی در سراسر رشته‌کوه آند و مناطق پیرامونی آن مستقر شده بودند. صید ماهی در سواحل رایج شده بود و به‌عنوان منبع اصلی خوراک عمل می‌کرد. در همین زمان، سامانه‌های آبیاری نیز توسعه یافتند که موجب رشد تمدن کشاورزی شدند.
در حدود ۳۵۰۰ پیش از میلاد، فرهنگ‌های بومی شروع به اهلی‌کردن لاما و آلپاکا در ارتفاعات آند کردند. این حیوانات افزون بر تولید گوشت و پشم، برای حمل بار نیز استفاده می‌شدند.

### تمدن‌های پیشاکلمبی

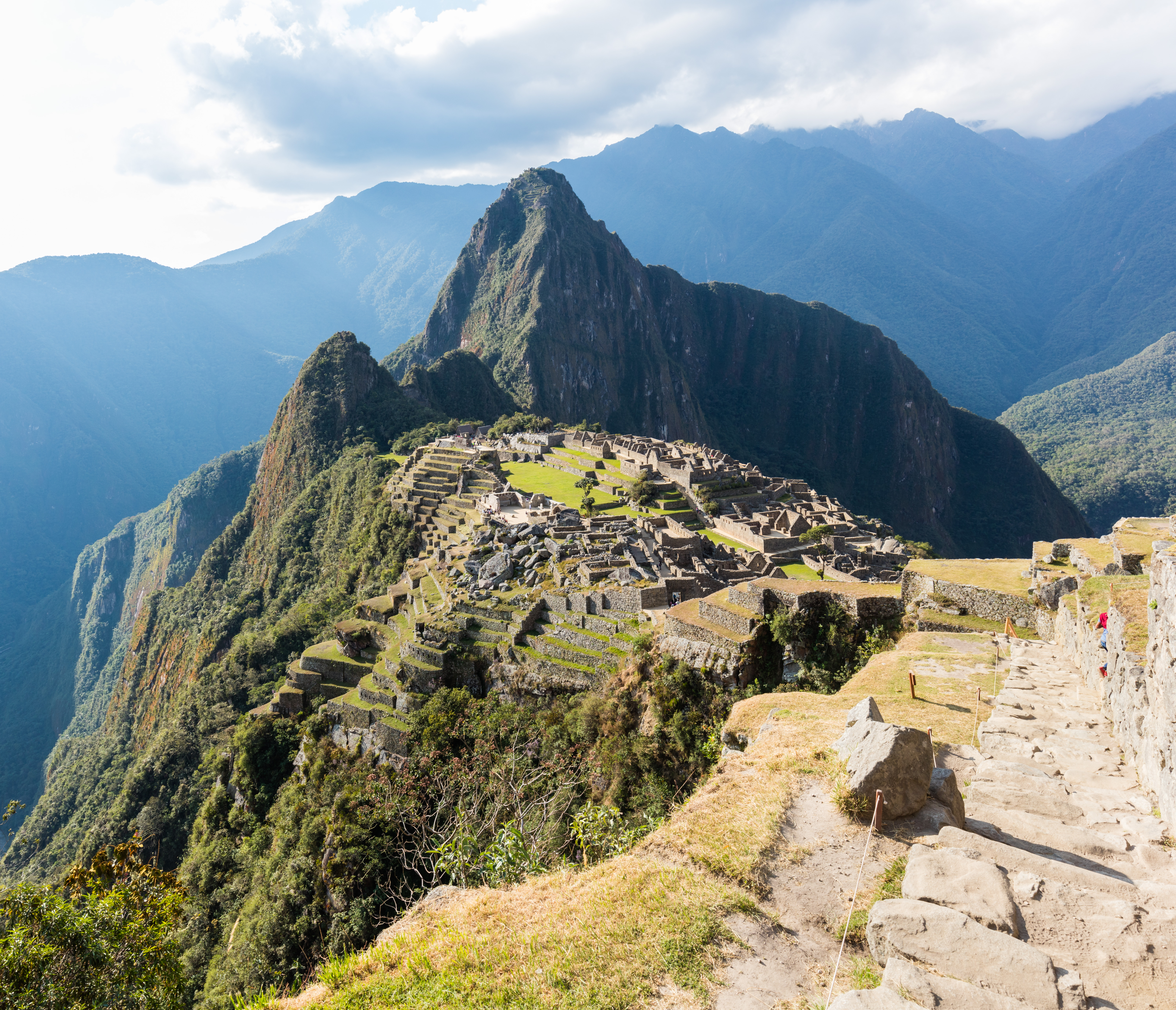
شهر باستانی ماچو پیچو در پرو، یکی از هفت شگفتی نوین جهان

رشد کشت گیاهان و شکل‌گیری سکونت‌گاه‌های دائم، زمینه‌ساز پیدایش تمدن‌های گوناگون در آمریکای جنوبی شد. یکی از نخستین تمدن‌های شناخته‌شده در این قاره، تمدن کارال–سوپه در سواحل مرکزی پرو بود که به‌رغم پیشاسرامیکی بودن، معماری عظیم آن در هُوَریکانگا (در حوزهٔ رود فورتالزا) موجب شکل‌گیری یکی از نخستین شهرهای جهان شد؛ این تمدن معمولاً متعلق به حدود ۳۵۰۰ پیش از میلاد دانسته می‌شود و هم‌دوره با اهرام مصر به‌شمار می‌آید.
طبقهٔ حاکم کارال–سوپه بازرگانی و کشاورزی را توسعه داد و تمدن چاوی‌ن حدود ۹۰۰ پیش از میلاد به‌دنبال آن پدید آمد. یافته‌هایی از تمدن چاوی‌ن در منطقهٔ چاوی‌ن ده اوانتار در پرو، با ارتفاع ۳۱۷۷ متر، به‌دست آمده‌است. دورهٔ این تمدن میان سال‌های ۹۰۰ تا ۳۰۰ پیش از میلاد بود.
در سواحل مرکزی پرو، در آغاز هزارهٔ نخست میلادی، تمدن‌های موچه (۱۰۰ پیش از میلاد – ۷۰۰ میلادی)، پاراگاس و نازکا (۴۰۰ پیش از میلاد – ۸۰۰ میلادی) شکوفا شدند. این فرهنگ‌ها دارای ساختارهای دولتی، ارتش دائم، آبیاری پیشرفته و سبک‌های نو در هنر سفالگری بودند. در آلتوپلانوی بولیوی، تمدن تیاهواناکو (۱۰۰ پیش از میلاد – ۱۲۰۰ میلادی) با تکیه بر باورهای دینی، شبکه‌ای گسترده از بازرگانی را اداره می‌کرد.
از سدهٔ هفتم میلادی، تمدن‌های تیاهواناکو و واری (۶۰۰–۱۲۰۰ میلادی) نفوذ خود را در سراسر منطقهٔ آند گسترش دادند. آن‌ها الگوی شهری واری و نمادهای دینی تیاهواناکو را تحمیل کردند.
در منطقهٔ کلمبیا امروزی، تمدن موئیسکا شکل گرفت که در قالب کنفدراسیون موئیسکا از چندین قبیلهٔ مستقل با شبکهٔ بازرگانی آزاد تشکیل می‌شد. این مردم زرگر و کشاورز بودند.
تمدن‌های پیشاکلمبی دیگر شامل کانیاری‌ها (در اکوادور)، امپراتوری چی‌مو (۱۳۰۰–۱۴۷۰)، چچا‌پویاس، و پادشاهی‌های آیمارا (۱۰۰۰–۱۴۵۰ در بولیوی و جنوب پرو) بودند.
در قرن پانزدهم، تمدن اینکا با پایتختی کوسکو بر منطقهٔ آند مسلط شد (۱۴۳۸–۱۵۳۳). این امپراتوری با عنوان «تاوانتین‌سویو» یا «سرزمین چهار منطقه» در زبان کچوا، نزدیک به ۹ تا ۱۴ میلیون نفر از حدود صد قوم را تحت حاکمیت خود داشت و آن‌ها را با شبکه‌ای از راه‌ها به‌طول ۲۵٬۰۰۰ کیلومتر به‌هم پیوند می‌داد. شهرهای آن با سنگ‌چینی دقیق در سطوح مختلف کوهستان ساخته شده و کشاورزی پله‌ای در آن رایج بود.
در شیلی مرکزی و جنوبی، قوم ماپوچه بیش از ۳۰۰ سال در برابر استعمارگران اروپایی و بعداً شیلیایی مقاومت کرد و جنگ آروکو را به راه انداخت.

### استعمار اروپایی

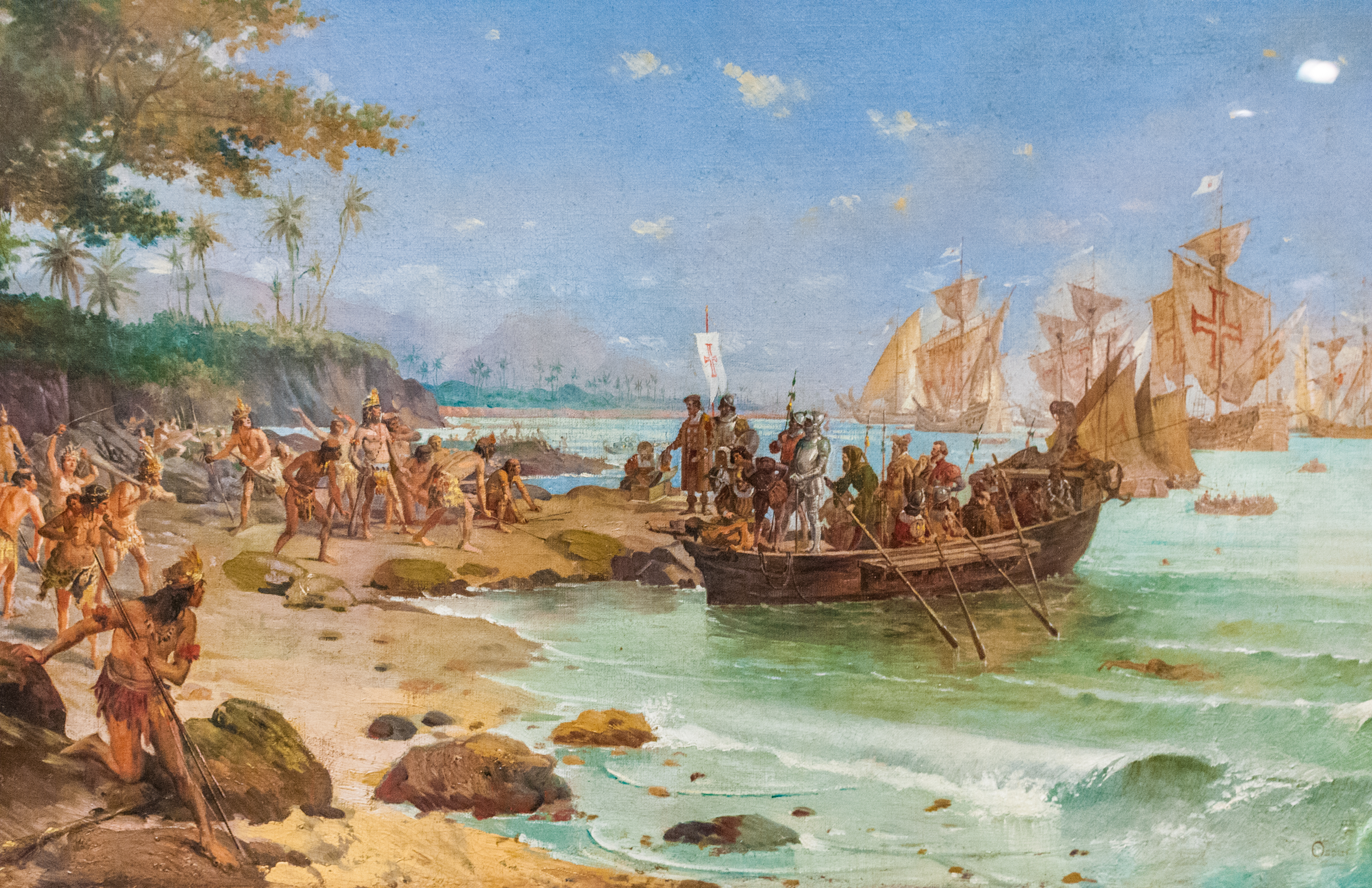
پدرو آلوارس کابرال، جهان‌گرد پرتغالی، در حال ورود به برزیل در سال ۱۵۰۰

در سال ۱۴۹۴، اسپانیا و پرتغال در انتظار کشف سرزمین‌های جدید در غرب، پیمان تردسییاس را با حمایت پاپ امضا کردند. بر پایهٔ این پیمان، همهٔ سرزمین‌های بیرون از اروپا به‌طور انحصاری میان این دو کشور تقسیم شد.

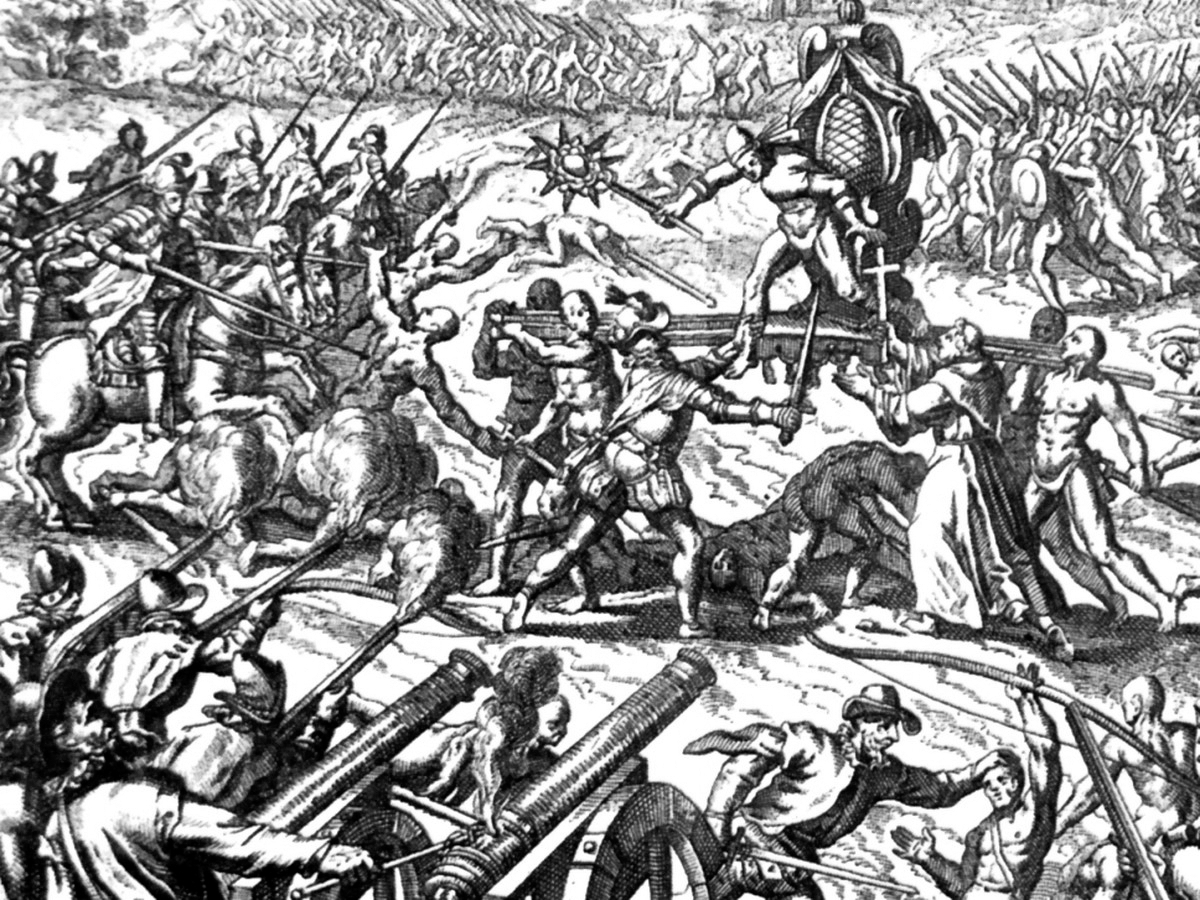
نبرد کاخامارکا میان اینکاها و اسپانیایی‌ها که هزاران بومی کشته شدند.

بر اساس این پیمان، خطی فرضی از شمال به جنوب، در فاصلهٔ حدود ۱٬۱۱۰ مایل غرب جزایر کیپ ورد ترسیم شد. همهٔ سرزمین‌های غرب این خط متعلق به اسپانیا و شرق آن برای پرتغال در نظر گرفته شد. با توجه به دشواری اندازه‌گیری طول جغرافیایی در آن دوران، این مرز هرگز به‌دقت رعایت نشد و منجر به گسترش نفوذ پرتغال در برزیل شد.
از دههٔ ۱۵۳۰، منابع انسانی و طبیعی آمریکای جنوبی به‌طور مکرر توسط کُنگیستادورها از اسپانیا و پرتغال غارت شدند. بیماری‌های واگیردار اروپایی چون آبله، آنفلوانزا، سرخک و تیفوس باعث مرگ گستردهٔ بومیان شد. نظام‌های کاری اجباری چون هاسیندا و معدن‌کاری نیز به کاهش جمعیت انجامید. در پی این وضعیت، بردگان آفریقایی که به این بیماری‌ها مقاوم‌تر بودند، وارد شدند.

تفسیر نقشه‌ای از گسترهٔ مستعمرات اسپانیا و پرتغال در ۱۷۹۰

اسپانیایی‌ها تلاش داشتند بومیان را به مسیحیت درآورند و عناصر دینی بومی را سرکوب کردند، اما مردم بومی اغلب آیین خود را با کاتولیسیسم ترکیب کردند. کلیسا همچنین با استفاده از زبان‌های کچوا، آیمارا و گوارانی به تبلیغ پرداخت که موجب ماندگاری شفاهی این زبان‌ها شد.
در ادامه، بومیان و اسپانیایی‌ها با یکدیگر آمیختند و قشر مستیزو شکل گرفت. در آغاز این آمیزش بیشتر شامل پدران اسپانیایی و مادران بومی بود، اما پس از استقلال، نسبت‌ها تغییر کرد.
بسیاری از آثار هنری بومیان به‌عنوان «بت‌های کفرآمیز» از سوی استعمارگران نابود شد. مجسمه‌ها و اشیای طلا و نقره ذوب شده و به اروپا منتقل شدند. در کنار آن، معماری اروپای غربی، پل‌سازی، جاده‌سازی و سامانه‌های فاضلاب توسط اسپانیایی‌ها و پرتغالی‌ها وارد قاره شد و باعث بهبود ارتباطات شد.
گویان در ابتدا مستعمرهٔ هلند بود و سپس به کنترل بریتانیا درآمد. در جریان جنگ‌های ناپلئونی مدتی زیر تسلط فرانسه نیز قرار گرفت. سورینام نیز ابتدا توسط اسپانیا کشف شد، سپس در سدهٔ ۱۷ میلادی توسط انگلیسی‌ها و بعداً در سال ۱۶۶۷ به هلند واگذار شد.

### برده‌داری

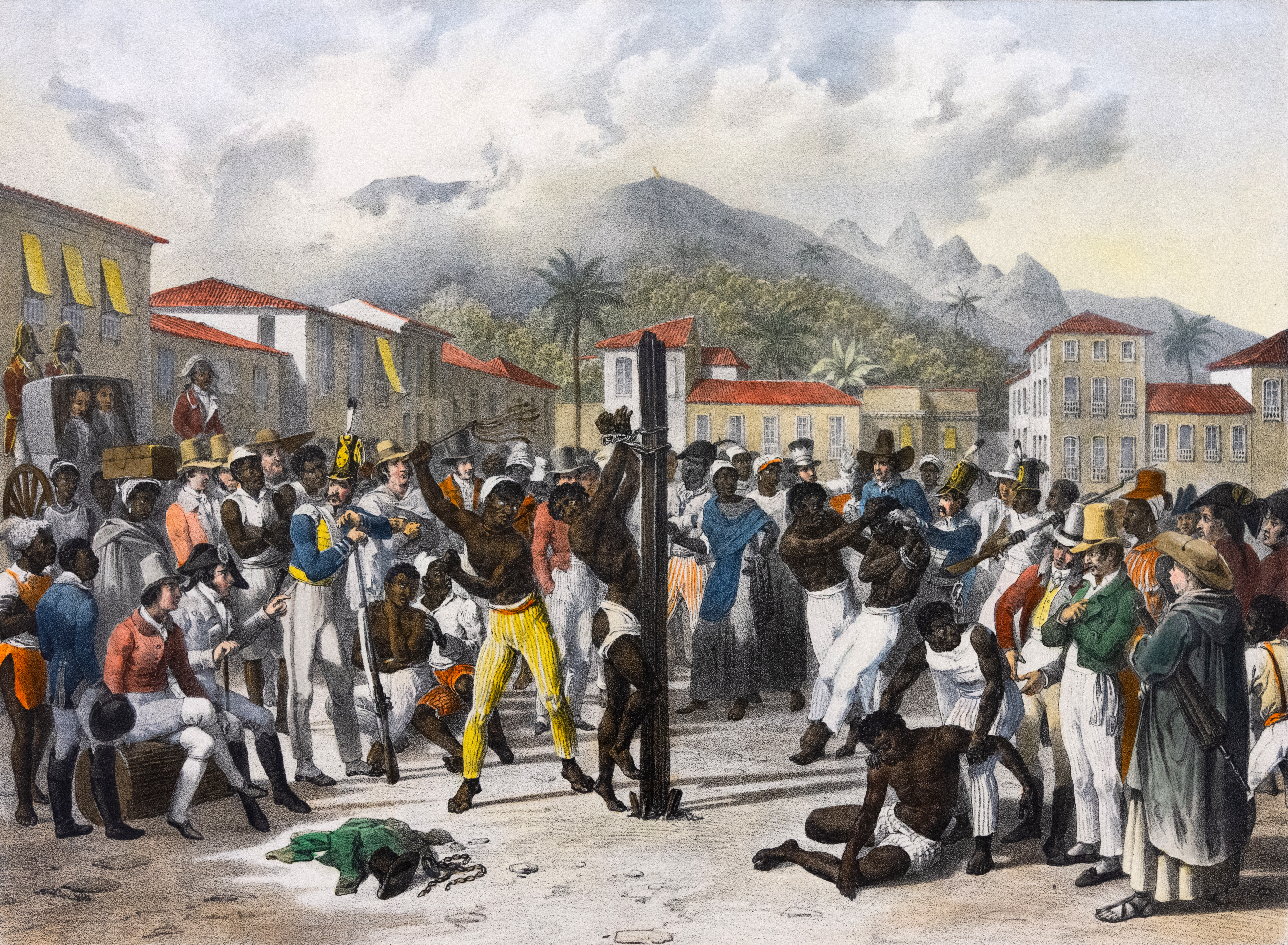
شلاق‌زدن یک برده در برزیل در سدهٔ نوزدهم

مردم بومی در بسیاری از مستعمرات اروپایی به‌اجبار در مزارع و معادن کار می‌کردند، و سپس بردگان آفریقایی نیز از طریق تجارت برده به آن‌ها افزوده شدند. تا میانهٔ قرن شانزدهم، بردگان آفریقایی به‌طور گسترده به آمریکای جنوبی منتقل شدند. مقصد اصلی این تجارت کارائیب و برزیل بود. حدود ۴٫۹ میلیون بردهٔ آفریقایی بین ۱۵۰۱ تا ۱۸۶۶ به برزیل آورده شدند.
برخلاف دیگر مستعمرات که بیشتر بر نیروی کار آفریقایی تکیه داشتند، استعمارگران اسپانیایی بیشتر بومیان را برده کردند. در سال ۱۷۵۰، پادشاهی پرتغال برده‌داری بومیان در برزیل استعمارشده را ممنوع کرد. پس از استقلال، برده‌داری همچنان در بسیاری از کشورهای آمریکای جنوبی ادامه یافت. نخستین کشور در منطقه که برده‌داری را لغو کرد شیلی در سال ۱۸۲۳ بود و آخرین کشور برزیل در سال ۱۸۸۸، که همچنین آخرین کشور غربی بود که برده‌داری را پایان داد.

### استقلال از اسپانیا و پرتغال
جنگ شبه‌جزیره (۱۸۰۷–۱۸۱۴) در اروپا، وضعیت مستعمرات اسپانیا و پرتغال را دگرگون کرد. ناپلئون پرتغال را اشغال کرد، اما خاندان سلطنتی براگانزا به برزیل گریخت. در اسپانیا نیز پادشاه فردیناند هفتم بازداشت شد و برادر ناپلئون به‌جای او نشاند شد. این امر باعث شکل‌گیری خونتاها شد که به نام پادشاه اسیر، حکومت می‌کردند.

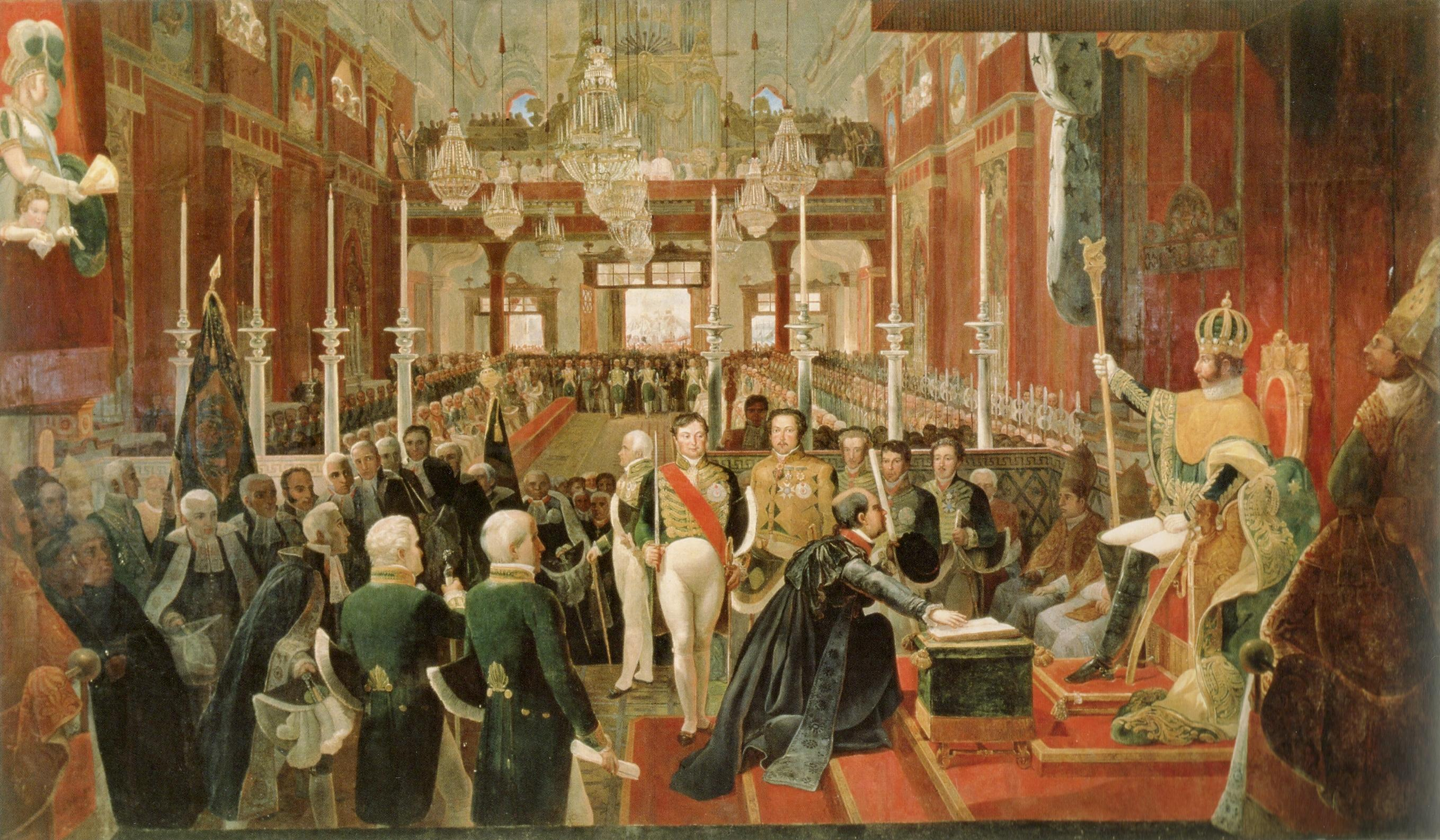
تاج‌گذاری پدرو اول به‌عنوان امپراتور برزیل

در بسیاری از شهرهای مستعمراتی، مردم خود را شایستهٔ تأسیس خونتاها می‌دانستند و این روند آغازگر جنگ‌های استقلال آمریکای اسپانیایی‌زبان شد. این خونتاها از اندیشه‌های عصر روشنگری پیروی می‌کردند. با بازگشت فردیناند هفتم و آغاز بازسازی سلطنت مطلقه، سلطنت‌طلبان دوباره قدرت گرفتند.
استقلال آمریکای جنوبی در نهایت با رهبری سیمون بولیوار (از ونزوئلا) و خوزه ده سن‌مارتین (از آرژانتین) محقق شد. بولیوار شورشی بزرگ را در شمال رهبری کرد و تا لیما پیش رفت. سن‌مارتین نیز از کوه‌های آند گذشت، شیلی را آزاد کرد و سپس به سوی پرو رفت. در سال ۱۸۲۲، این دو رهبر در نشست گوایاکیل دیدار کردند، ولی در مورد شکل حکومت به توافق نرسیدند. دو سال بعد، نیروهای بولیوار در نبرد آیاکوچو بر اسپانیا پیروز شدند و استقلال پرو و دیگر بخش‌های آمریکای جنوبی تثبیت شد.
در پادشاهی متحد پرتغال، برزیل و الگارووه، پدرو اول (پسر ژوآئو ششم) در سال ۱۸۲۲، استقلال پادشاهی برزیل را اعلام کرد که بعدها به امپراتوری برزیل بدل شد. با وجود وفاداری نیروهای پرتغالی در مناطقی چون باهیا و پارآ، پرتغال در سال ۱۸۲۵ استقلال برزیل را در برابر دریافت غرامتی قابل توجه پذیرفت.

### پس از استقلال

دیدار تاریخی سیمون بولیوار و خوزه ده سن‌مارتین در گوایاکیل

پس از استقلال، کشورهای جدید آمریکای جنوبی با چالش‌های گوناگونی روبه‌رو شدند. بسیاری از آن‌ها فاقد تجربهٔ حکومت‌داری مستقل بودند و ساختارهای سیاسی ناپایدار، رقابت‌های نخبگان، و منازعات ارضی میان کشورهای تازه‌تأسیس رواج یافت. در این دوران، نظام‌های دیکتاتوری و کودتاهای نظامی در بسیاری از کشورها جایگزین حکومت‌های انتخابی شدند و جنگ‌های داخلی متعددی در سراسر قاره درگرفت.
در سدهٔ نوزدهم، جنگ‌هایی چون جنگ پاراگوئه (۱۸۶۴–۱۸۷۰) و جنگ اقیانوس آرام (۱۸۷۹–۱۸۸۴) میان کشورهای آمریکای جنوبی روی داد. جنگ پاراگوئه، که با اتحاد برزیل، آرژانتین و اوروگوئه علیه پاراگوئه رخ داد، به یکی از خونین‌ترین درگیری‌های تاریخ قاره بدل شد. همچنین، درگیری‌های مرزی میان شیلی و پرو بر سر مناطق معدنی، به جنگ اقیانوس آرام انجامید که در پی آن، شیلی کنترل بخش‌هایی از پرو و بولیوی را به‌دست آورد.
در این دوره، کشاورزی و استخراج منابع طبیعی به‌ویژه در برزیل، آرژانتین، و شیلی گسترش یافت و مهاجرت انبوه اروپاییان به‌ویژه به آرژانتین و اوروگوئه شکل گرفت. این مهاجرت‌ها ساختار جمعیتی و فرهنگی کشورهای آمریکای جنوبی را به‌گونه‌ای چشمگیر تغییر دادند. هم‌زمان، کشورهای نوبنیاد تلاش کردند سامانه‌های آموزشی، راه‌آهن، بانکداری و نهادهای سیاسی را بر پایهٔ الگوی اروپایی بازسازی کنند.
با آغاز سدهٔ بیستم، برخی کشورها مانند آرژانتین، برزیل و شیلی در مسیر صنعتی‌شدن گام برداشتند. در عین حال، بی‌ثباتی سیاسی، نابرابری‌های اقتصادی، و نفوذ فزایندهٔ قدرت‌های خارجی از جمله ایالات متحده آمریکا بر تحولات سیاسی و اقتصادی منطقه سایه افکند.

### قرن بیستم و دوران دیکتاتوری‌ها
در سدهٔ بیستم، بسیاری از کشورهای آمریکای جنوبی دوره‌هایی از بی‌ثباتی شدید سیاسی را تجربه کردند. پس از جنگ جهانی دوم، با افزایش نارضایتی‌های اجتماعی، جنبش‌های چپ‌گرایانه در کشورهایی مانند کوبا، شیلی، بولیوی و نیکاراگوئه قوت گرفتند. در واکنش به این گرایش‌ها، ایالات متحده آمریکا در چارچوب سیاست مهار کمونیسم در دوران جنگ سرد، از طریق سیا از کودتاهای نظامی و حکومت‌های دیکتاتوری ضدچپ در آمریکای جنوبی حمایت کرد.
در شیلی، دولت منتخب سالوادور آلنده در سال ۱۹۷۳ در پی کودتایی به رهبری آگوستو پینوشه سرنگون شد. در آرژانتین، حکومت نظامی موسوم به «فرماندهی ملی» از ۱۹۷۶ تا ۱۹۸۳ با اعمال سیاست‌هایی چون جنگ کثیف (La Guerra Sucia) هزاران نفر از مخالفان سیاسی را ناپدید یا اعدام کرد. موارد مشابه در برزیل، اروگوئه و پاراگوئه نیز رخ داد و دوره‌ای تاریک از سرکوب، شکنجه و نقض حقوق بشر در سراسر قاره شکل گرفت.
در همین دوران، برخی کشورها تلاش‌هایی برای توسعهٔ اقتصادی آغاز کردند، از جمله با اجرای سیاست‌های صنعتی‌سازی مبتنی بر جایگزینی واردات. بااین‌حال، بسیاری از این کشورها با بحران‌های بدهی خارجی، تورم شدید و نابرابری‌های فزاینده روبه‌رو شدند.

### بازگشت به دموکراسی و تحولات اخیر
از دههٔ ۱۹۸۰ به بعد، بیشتر کشورهای آمریکای جنوبی به‌تدریج به‌سوی دموکراسی بازگشتند. انتخابات آزاد برگزار شد و دولت‌های نظامی جای خود را به حکومت‌های منتخب دادند. این گذار، گرچه با دشواری‌هایی چون فساد، نابرابری و نفوذ دیرینهٔ ارتش مواجه بود، ولی بستر را برای گسترش مشارکت مردمی فراهم کرد.
در آغاز قرن بیست‌ویکم، موجی از دولت‌های چپ‌گرای نوین، موسوم به «چپ نوین» (Pink Tide)، در آمریکای جنوبی به قدرت رسیدند. چهره‌هایی چون هوگو چاوس در ونزوئلا، اوو مورالس در بولیوی، لولا دا سیلوا در برزیل و رافائل کورئا در اکوادور نمایندهٔ این گرایش بودند. این دولت‌ها با شعارهای عدالت اجتماعی، مبارزه با فقر و استقلال از سیاست‌های اقتصادی صندوق بین‌المللی پول، سیاست‌های بازتوزیعی و ملی‌سازی منابع را دنبال کردند.
بااین‌حال، با گذشت زمان، برخی از این دولت‌ها با رکود اقتصادی، اتهامات فساد و نارضایتی‌های مردمی مواجه شدند و چرخش‌هایی به راست در سیاست برخی کشورها مشاهده شد. هم‌اکنون آمریکای جنوبی صحنهٔ تنوعی از حکومت‌های راست‌گرا، چپ‌گرا و میانه‌روست و همچنان با چالش‌هایی چون بحران اقتصادی، مهاجرت گسترده، نابرابری، و تغییرات اقلیمی دست‌وپنجه نرم می‌کند.

## گردشگری

### پارک ملی تیرونا کلمبیا

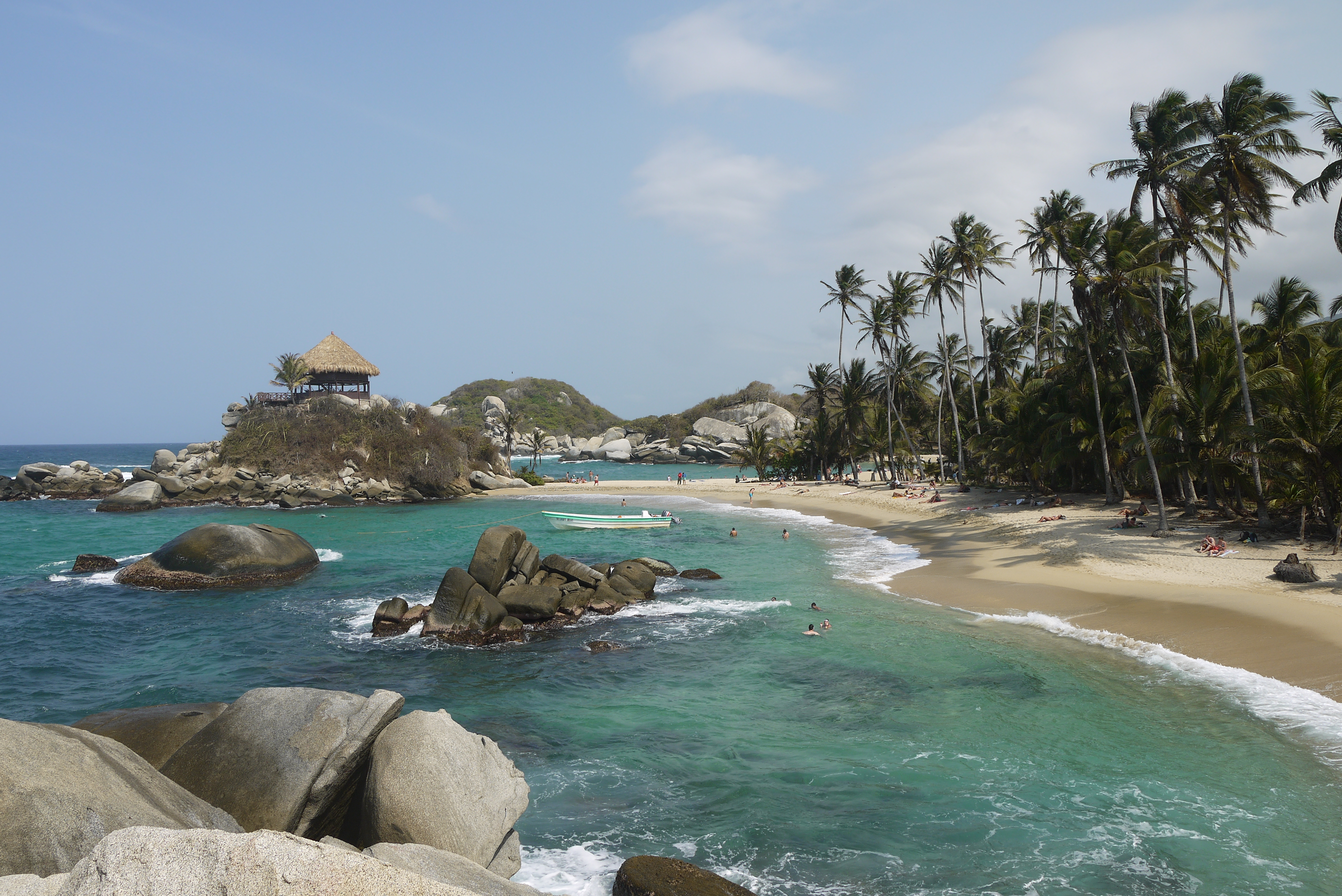
پارک ملی تیرونا (Tayrona National Park)، کلمبیا

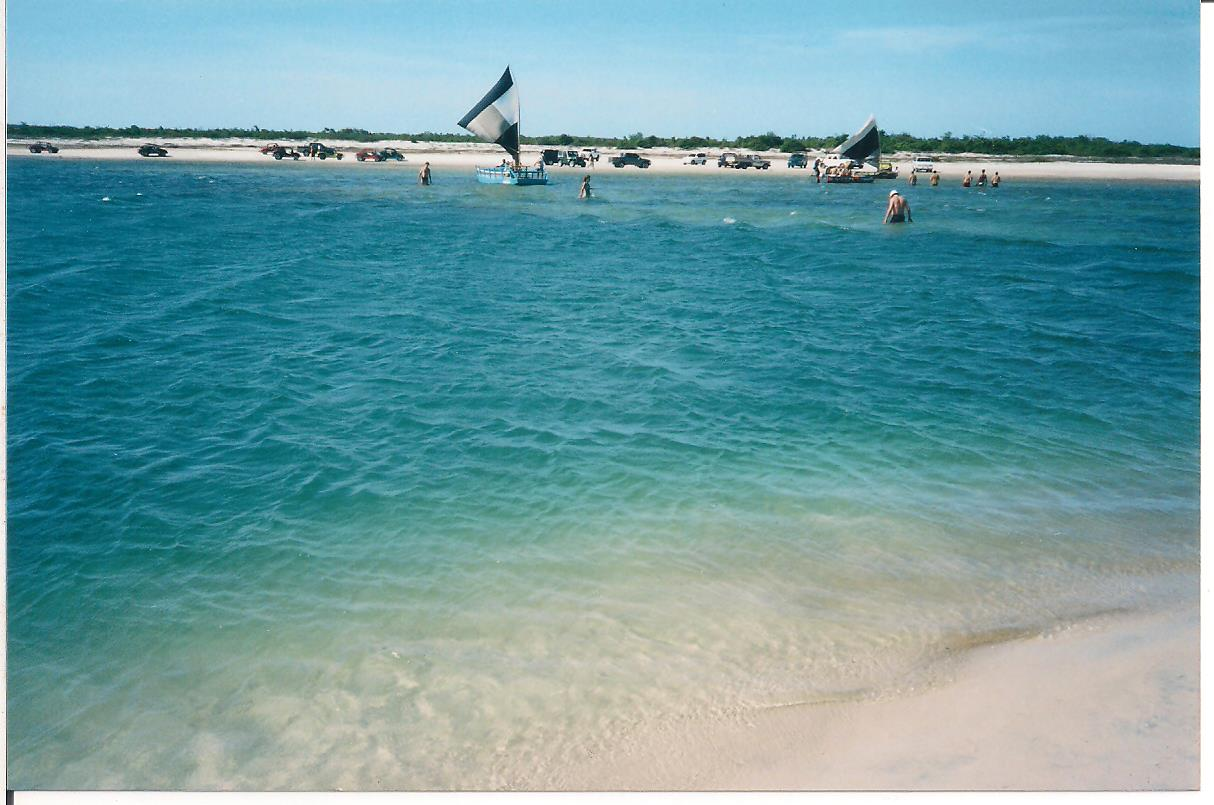
پارک ملی جریکو کورا (Jericoacoara National Park)، برزیل

در امتداد ساحل کارائیب کلمبیا و در فاصله یک ساعته از شهر ساحلی سانتا مارتا، یکی از باور نکردنی‌ترین پارک‌های ملی آمریکای جنوبی واقع شده‌است. با یک منطقه ساحلی بکر و دست نخورده و کیلومترها محیط جنگلی همراه با جانوران و گیاهان مختلف و پارک تیرونا (Tayrona) که مکان مناسبی برای گردشگری و گذراندن اوقات خوش است. در این محیط می‌توان از تماشای جانوران وحشی زیادی مثل میمون‌های قرمز، میمون‌های کاپوچین، تامارین کلاه پنبه‌ای، ایگوانا، قورباغه‌های دندان‌دار و از این قبیل لذت برد. می‌توانید غواصی کرد و غرق در تماشای صخره‌های مرجانی زیر آب شد یا فقط در ساحل بکر به استراحت و تمدد انرژی پرداخت.

### پارک ملی جریکوآکوآرا، برزیل
پارک جریکوآکوآرا (Jericoacoara) محبوبیت و شهرت خود را مرهون تپه‌های شنی چشم نواز، بادبادک‌ها، موج‌سواری در باد، تالاب‌های پر شده از آب باران و سواحل سر پوشیده خود است. شما می‌توانید در محیط پارک با اسب یا درشکه گردش کنید یا در حال قایق‌رانی در رودخانه اسب‌های دریایی را ببینید. روستایی که در شهر جریکو کورا وجود دارد نیز در نوبه خود، یک مقصد گردشگری به‌شمار می‌رود که شامل اقامتگاه‌های لوکس و قسمت‌هایی برای کمپینگ و چادر زدن است. فراموش نکنید که در قسمت‌های طاقی شکل بسیار معروف پارک به نام پدرا فورادا (Pedra Furada) عکس‌های زیبایی در غروب آفتاب بگیرید.

## نگارخانه

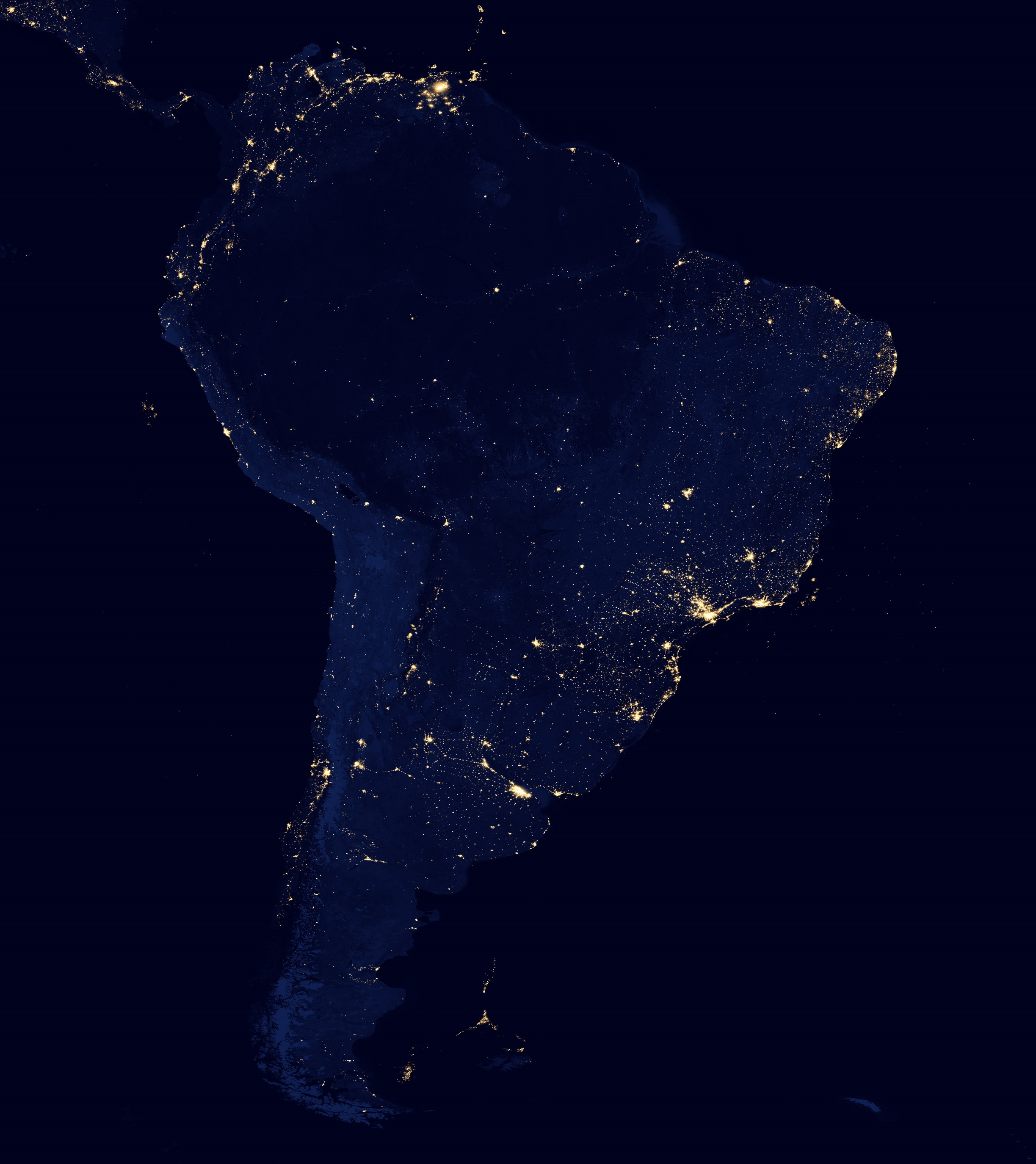
تصویربرداری ماهواره‌ای آمریکای جنوبی
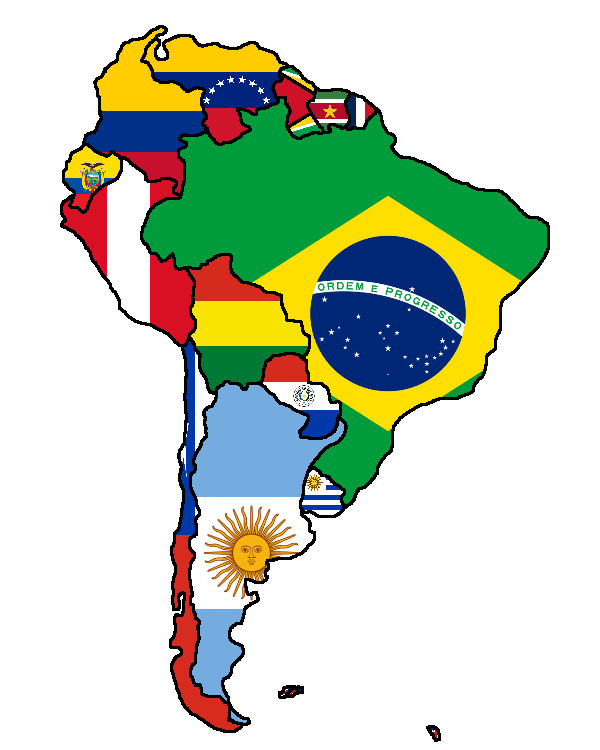
فلگ مپ کشورهای آمریکای جنوبی
نقشه زبان‌های رسمی آمریکای جنوبی
سامانه طبقه‌بندی اقلیمی کوپن از آمریکای جنوبی
نقشه تاریخ آمریکای جنوبی

## مآخذ
- Holsti, Kalevi J. (1996). The State, War and the State of War. Cambridge Studies in International Relations. Cambridge University Press. doi:10.1017/CBO9780511628306. ISBN 978-0511628306. S2CID 150457372.